# Медина, Мария
Мария Медина (итал. Maria Medina, урождённая Мейер:125, в замужестве — г-жа Сальваторе Вигано; 1769, Вена — 1821 (1833?:130), Париж) — артистка балета; блистала как танцовщица в сценических номерах, созданных её мужем.

## Биография
В 1788 году танцевала в Мадриде, где встретилась с танцовщиком Сальваторе Вигано и вышла за него замуж. В период до французской революции супруги танцевали в парижской Опере, затем покинули Париж и некоторое время выступали в труппе Жана Доберваля в Большом театре Бордо. Когда оставаться во Франции стало опасно, супруги уехали в Италию [уточнить], где отец Сальваторе был импресарио венецианского театра Сан-Самуэле. С февраля 1791 года по январь 1792 Мария и Сальваторе гастролировали в Лондоне вместе с труппой Доберваля, выступавшей сначала в театре «Пантеон» а затем, после случившегося там пожара, в королевском театре Хеймаркет:108, после чего вновь[уточнить] вернулись в Венецию. 
Здесь Сальваторе начал пробовать свои силы в качестве хореографа, и Мария участвовала в его постановках. Для себя и жены Вигано сочинил несколько pas de deux, сильно отличавшиеся по стилю от того, что привыкли видеть итальянцы. По словам Риторни «непривычная грация французской школы заставила венецианцев восхититься, удивиться и полюбить юную чету»:125. 
По свидетельству аббата Касти, современника танцовщицы, Мария выступала, окутанная прозрачными тканями, и её танец представал как «последовательность поз, заимствованных у античных статуй, барельефов и фресок»:126. Писательница Каролина Пихлер утверждала, что «эффект, произведённый этой женщиной и балетами её мужа, созданными для неё, был сенсационен — то был триумфальный перевал от старого искусства к новой манере». 
Мария танцевала в свободном «античном» костюме, следовавшем новой моде неоклассицизма: «трико телесного цвета и две-три лёгкие юбки, каждая короче предыдущей, собранные и подвязанные у талии кушаком... В танце юбки вздымались и плыли, давая впечатление наготы». Такой костюм поэтизировал свободу человеческого тела и предварял костюм романтического балета:126. 
По утверждению историка балета Веры Красовской, в грации Марии Вигано были свобода, порыв, страсть, близкие стилистике позднейших русских исполнительниц балетов Дидло, её танец прославлял тело, полнокровное и цветущее в своей совершенной красоте:126. Отталкиваясь от канонов французского классицизма, он открывал подступы к новой стилистике, выступая в пользу высокой естественности и уже содержал в себе воздушную полётность, предвещающую зарождавшийся романтизм.
В 1793 году супруги Вигано переехали в Вену. Как и в Венеции, здесь они вновь танцевали дуэты, сочинённые Сальваторе. «Мария сразу достигла признания. Новый стиль, новая манера танца производили фурор и диктовали моду»:129: «не было причёски, обуви или нового контрданса, которые не назывались бы à la Vigano». Дань этой моде отдал и Бетховен, сочинивший менуэт в стиле Вигано. 
Начиная с 1795 года Мария с супругом гастролировали по Европе, выступая в Праге, Дрездене, Берлине и Гамбурге. В 1797—1798 годах в Берлине их танец запечатлел в рисунках художник Иоганн Готфрид Шадов. В 1798 году супруги вернулись в Венецию. Здесь Вигано поставил балет «Дочь воздуха», в котором Мария, исполнив роль Семирамиды, завоевала успех в последний раз. Вскоре после этого она разошлась с супругом и навсегда оставила сцену. Она перестала танцевать в расцвете сил, когда её супруг только начинал карьеру балетмейстера. Историк театра Карло Риторни сожалел об этом, полагая, что Медина могла занять в хореодрамах мужа не менее заметное место, чем балерина Антония Паллерини:184.

## Репертуар
Театр Сан-Самуэле, Венеция
- 1791 — Батильда[* 1], «Рауль, синьор де Креки» балетмейстар — Сальваторе Вигано[* 2].

Королевский театр, Вена
- 1794 — Маргарита, «Ричард Львиное сердце», балетмейстер — Сальваторе Вигано
- 1798 — Семирамида, «Дочь воздуха», балетмейстер — Сальваторе Вигано[* 3]